# 二見の道

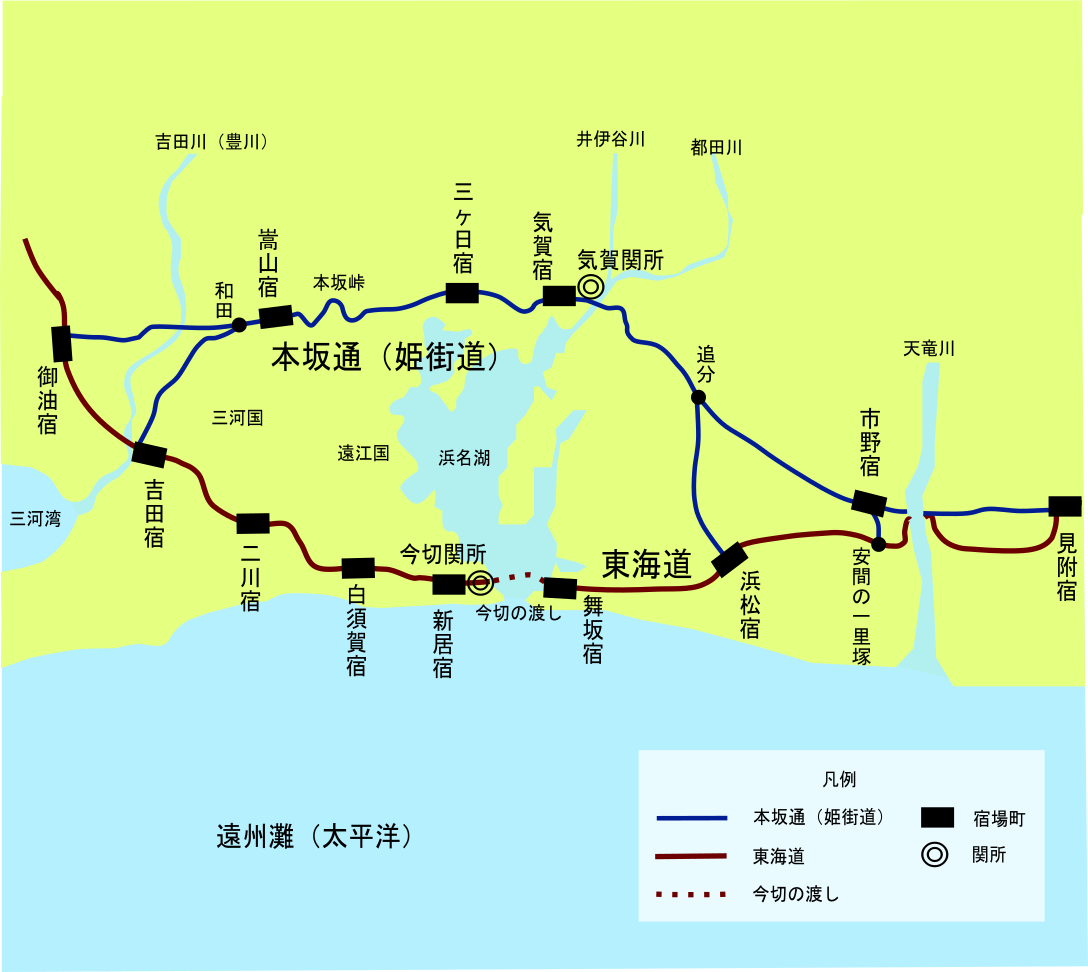
二見の道（本坂通）と東海道

二見の道（ふたみのみち）は、浜名湖の北側、本坂峠を経由して静岡県磐田市見付町（東海道見附宿）と愛知県豊川市御油町（東海道御油宿）を結ぶ街道である。上代には、天竜川の下流は磐田の海と呼ばれる湖で、東側に大乃浦という湖もあったため、この道は東海道の本道として利用されていた。道程約60キロメートル。地震などで浜名湖南岸が通行不能になった後に迂回路として利用された。本坂峠を経由したことから本坂越（ほんざかごえ）、本坂通（ほんざかどおし/ほんざかどおり）、本坂道（ほんざかみち）、本坂街道（ほんざかかいどう）などと呼ばれた。戦国時代に街道が整備され、江戸時代には東海道に付属する街道とされた。幕末頃から姫街道の呼称がみられる。

## 概要
遠江（現在の静岡県西部）から三河（現在の愛知県東部）にかけて、本坂峠を越えて浜名湖の北側、三ヶ日を通る経路は、先史時代から存在しており、周辺には縄文・弥生時代の史跡も数多い。上代には、天竜川の下流は磐田の海と呼ばれる湖で、東側に大乃浦という湖もあったため、この道は東海道の本道として利用され、二見の道と呼ばれていた。磐田海や大乃浦の水が引いた後、東海道が浜名湖南岸を通るようになり往来が盛んになると、二見の道はさびれていき、裏街道としての役割を担うようになった。この頃の宿駅には、「板築（ほんづき）駅」（現在の浜松市北区三ヶ日町本坂ないし日比沢周辺）や、「猪鼻（いのはな）駅」（猪鼻湖の瀬戸または新居）があった。
中世には、地震などで浜名湖の南岸が通行不能となったときに利用されていたことが知られている。
近世になって、16世紀初めに浜名湖南岸に今切口ができ、渡船が必要となったことが本坂越の往来が再び盛んになる契機となった。戦国時代には徳川家康の堀川城攻めや、遠州に攻め込んだ武田信玄の軍勢と徳川軍との三方ヶ原の戦いなどの際に軍勢が街道を行き交い、交通の要衝として関所が設けられた。天正年間には本多作左衛門によって新宿が設けられ、街道として整備された。

## 歴史

### 古代

#### 二見の道
本坂峠を越えて浜名湖の北側、三ヶ日を通る姫街道の経路は、上代には二見の道と呼ばれ、当時は天竜川の下流が磐田の海と呼ばれる湖になっており、その東側にも大乃浦と呼ばれる湖があって通行できなかったため、東海道の本道として利用されていた。
大宝2年（702年）に持統上皇が三河に行幸して三河の国府に至り、御津の港から乗船して伊勢を経由して帰京した。このとき、上皇の三河行幸に同行していた歌人の高市黒人が、三河の国府でそれまで同道していた旅の女と別れることになり、
と歌を詠み、これに応じて旅の女が
と返歌したとされる。
歌に詠まれた二見の道は、三河の国府の西にあった御油の欠間から南へ折れて御津へ向かう道と分岐し、そのまま東進して遠江国へ向かう道のことを指していた、とみられている。
二見の道は、江戸時代の経路と全く同じ経路を通っていたかは判然としないが、三河の国府から気賀まではほぼ同様の経路を辿っていたとみられている。気賀から先の経路について、内藤 (1972, p. 130)は、古道は真東に進み、三方原北方、磐田市の社山から周智郡森町方面に向っていたとみられているとしており、木下 (1976, p. 71)は、静岡県側では遠江国の国府（磐田市見付）で東海道と分岐していた、と推定している。また壬生 (1994, p. 229)では、三ヶ日を通って浜松に抜ける道だった、としている。
1907年（明治40年）の『大日本地名辞書』では、古代は二見路（ふたみじ）と称せられた、とされている。

#### 板築駅と「本坂」の語源
磐田海や大乃浦の水が引いた後、旅人の往来は浜名湖南岸へ移動し、貞観4年（862年）に浜名の橋が造られた頃から往来が本格的になったとみられている。浜名湖南岸の往来が盛んになると、二見の道はさびれていき、裏街道としての役割を担うようになった。
871年の『文徳実録』巻1には、842年（承和9年）8月13日に、橘逸勢が遠江国の「板築（ほんづき）駅」まで行ったところで亡くなった、との記述がある。本坂峠を静岡側に下ったところにある「本坂」の地名は「ほんづき」が転訛したものであり、また本坂の東隣にある日比沢には「ほうずき山」という山があるが、これも「ほんづき」から転訛したもので、上代はこの一帯（現在の浜松市北区三ヶ日町）を「ほんづき」と呼び、そのどこかに「板築駅」という宿駅があった、とみられている。
橘逸勢は承和の変で「東国で挙兵して謀反を起こそうとした」として伊豆に流刑に処せられ、流刑の旅の途中に死亡した。公的な目的で利用されていることから、板築駅に至る道は官道で、東海道の別路として使用されていたとみられている。
『延喜式』には「板築駅」に関する記述はみられないが、これは駅制が衰退して駅路が整理・改廃されたことによるものと考えられている。
また「本坂」の語源は、三河の「穂の国（宝飯郡）」に通じる坂を「穂の坂」と呼んだのが転訛したとする説、「穂の国」の「境」から転訛したとする説もある。

#### 橘神社と旌孝碑
逸勢の後を追ってきたその娘は、逸勢が客死すると、遺骸を板築駅に埋葬し、墓前に庵を結び、尼僧となって「妙冲」と号し、父の菩提を弔った。事件から9年後の嘉永3年（850年）5月に、逸勢の罪が赦されて正五位下を追贈され、故郷に埋葬することが許されたため、妙冲は父の遺骸を掘り返して代わりに遺品の鏡を埋め、板築を去ったとされている。妙冲の孝行は都に伝わり、賞賛されたことが『続日本紀』に記されているという。
三ヶ日町本坂の姫街道の沿道にある橘神社には橘逸勢が祀られており、逸勢の墓と伝えられる石塔がある。
『引佐郡誌』によると、妙冲が埋めた鏡は三ケ日町内の本坂の愛宕山の中腹にあった数個の平たい石の下に収められていたが、のち掘り出されて八幡神社に移され、それが盗まれて売り払われ、岡崎にあったのを、本坂の竹平気吹が探して買い戻し、再び八幡神社に納めたが、1908年（明治41年）に再び盗難に遭い、それ以来、行方知れずになったとされている。
1925年（大正14年）11月に、妙冲の孝行を顕彰して掛川出身の軍医総監・戸塚環海が橘神社に「旌孝碑（せいこうひ）」を建立した。

#### 猪鼻駅
『遠江国風土記』によると、上代の二見の道は、板築駅や「猪鼻駅」を経て有玉川を渡っていた、とされている。「猪鼻駅」の所在地について『遠江国風土記伝』の著者・内山真龍は、猪鼻湖の瀬戸にあったとし、上代の道は板築から三ヶ日に至る前に浜名湖西岸を南に向かい、大崎から対岸の舘山へ、湖上約4キロメートルを橋で渡っていた、と推測した。
内山の推測は、15世紀の連歌師・宗祇が「浜名橋は水海より北の山岸なり。橋本の宿より三里（12キロメートル）余り北なり（…）古は浜名を海道とせられけり、本坂とて高師山の北に今もあり、橋本は今の海道なり」と記した記録や地元の古老の話を元にしているとみられており、この「浜名橋」は浜名湖南岸の「浜名橋」と区別して「湖北の浜名橋」と呼ばれている。
内藤 (1972, pp. 146, 163)は、長大な橋があったにしては、他の歌や記録に橋のことが記されていない、として、「猪鼻湖」は浜名湖全体の別名であり、「猪鼻駅」は『続日本後紀』にあるように荒井（新居）のことを指していたのではないか、としている。

### 中世

#### 池田宿と熊野御前
平安時代の末期、流れが急で徒歩で渡ることができなかった天竜川では、右岸の池田の渡し近くに池田宿が成立していた。源頼朝の異母弟・範頼は、義朝と池田宿の遊女との間に生まれたといわれており、平宗盛と熊野御前（ゆやごぜん）の話は謡曲「熊野」で知られている。

#### 本野原の柳の木
姫街道の御油から豊川にかけての一帯は、『東鑑』などによると「本野原」（ほんのはら/もとのはら）と呼ばれた平原で、『東関紀行』によると、当時一帯は笹原になっており、その中を通る姫街道沿いには北条泰時が道標として植えさせた柳の木が「陰とたのむほどはなけれども、かつがつ、まず道のしるべとなる」ほどに育っていた。
本野原の柳の道標のことは、『東海道名所図会』に紹介されており、同図や『五十三次名所図会』（挿図参照）に描かれている。

#### 豊川の宿駅の衰退
同じ『東関紀行』には、昔は姫街道沿いの豊川の河畔にあった「よかわ（豊川）」の宿駅がよく利用されていたが、その頃には、より南に位置する「しかすが」（小坂井町付近）の渡しで豊川を渡り、豊橋（渡津、わとうず）に至る道（東海道の本道）がよく利用されるようになったため、豊川の宿はさびれていっていたことが記されている。

#### 湖北の浜名橋
遠江国では応永12年（1405年）、文明7年（1475年）、明応7年（1498年）と3度の大地震を経験し、浜名湖南岸の「浜名の橋」が流されて交通が止まり、東海道が浜名湖の北を迂回していた時期があった。
前出の、宗祇が記した「湖北の浜名橋」は、『遠江国風土記伝』では大崎‐舘山間に架けられていた、と推測されているが、この時に架けられた仮橋か、或は、宗祇のいう「橋本宿より3里ほど北」の「山岸」にあたる、引佐細江（細江湖）に架けられていた橋のことではないか、とみられている。

### 近世
1601年（慶長6年）に江戸幕府によって宿駅の制が敷かれ、同じ頃、気賀関所が置かれた。本坂越の道は本坂通、本坂道、本坂街道などと呼ばれた。また東海道見付宿から天竜川の池田の渡しの間を南に迂回していた東海道の本街道に対し、見付宿から真西に進む池田近道が徒歩の旅人に利用された。1707年の宝永地震による津波や、1854年の安政の大地震などにより浜名湖南岸が通行不能となった際に、本坂通は迂回路として利用され、通行量が増加した。明和元年（1764年）に、幕府は本坂通を道中奉行の管轄とし、東海道の一部と位置付けて一定の通行量に耐え得るように整備し、浜松宿から、気賀、三ヶ日および嵩山（すせ）を経て御油宿に至る間の各宿を指定した。江戸時代初期の本坂道は東海道の安間の一里塚から市野宿を経て気賀に至る経路をとっていたが、笠井や浜松宿の繁栄に反比例して通行量は減少し、衰退していった。

### 近・現代
江戸時代後期になり、幕藩体制が衰えてお蔭参りなどの機会に女性が比較的監視の緩い脇道を通り抜ける機会が増えた頃から、本坂道は姫街道と呼ばれるようになった。呼称の由来は、東海道の本道である新居（今切）の、関所での取り調べ、舟での渡海、もしくは「今切」の語の縁起が悪いことを嫌って利用した女性が多かった、古くからある道という意味の「ひね」街道が転訛した、本道を男、脇道を女と見なした、など諸説ある。
明治維新政府によって全国の関所と、東海道の宿駅伝馬所が廃止されると、姫街道は街道としての使命を終え、その後は地域の生活路として利用されるようになった。明治以降に新たに敷設された新姫街道は、引佐峠を南に迂回して浜名湖岸を通り、本坂峠越えは廃されて本坂トンネルを通過するようになった。旧姫街道は廃道となったり、新旧姫街道が重なる区間では幅員の拡張工事が行なわれ、気賀から三方原追分にかけて道の両側にあった松並木の片側が取り払われた。

## 史跡

### 遺跡
嵩山の蛇穴
嵩山の蛇穴は、嵩山から本坂峠への登り口近くにある深さ50メートルほどの鍾乳洞で、縄文前期の洞窟住居跡だったとされている。国の指定史跡となっている。

### 石碑

#### 欠間・分岐点の碑
御油（豊川市国府）の東海道と姫街道の分岐点には、2003年現在、常夜灯が建てられているとされており、1972年当時、古い石碑が立てられていたとされている。

#### 鷺坂上の芭蕉句碑
1972年当時、御油から程近く、西明寺の入口近くの姫街道の、かつて「鷺坂」と呼ばれた坂の上には芭蕉の句碑が立っていた。

### 城跡

#### 月ヶ谷城跡
月ヶ谷城（わちがやじょう） : 西郷局（愛）を出した三河西郷氏が戦国時代にこの街道を支配するため築城。江戸時代には既に城ではない。愛知県豊橋市嵩山町字山軍場。

### 一里塚

#### 嵩山一里塚
嵩山一里塚は、道の両側に残っており、どちらも直径10メートル、高さ2メートルほどでほぼ円形をしている。2011年当時、豊橋市文化財の指定を目指していたとされ、2012年に西側の塚が豊橋市の史跡に指定された。
本坂一里塚
現存する貴重な一里塚として、1992年（平成4年）に浜松市の指定文化財となった。2003年現在、三ヶ日から本坂峠に至る区間は三ヶ日町内で最も保存状態がよく、本坂一里塚は当時の様子をよく残している、とされている。

### 岩
鏡岩
本坂峠の東側には、大きな磨いたような岩が垂直に立っていて、鏡岩（石）と呼ばれており、その下には、椿の原生林が続いている。
姫岩
旧姫街道の静岡県側から引佐峠へ登る途中に、「そこから見る浜名湖の景色が最も美しい」といわれている畳1畳ほどの平たい岩（石）があり、「姫岩（石）」と呼ばれている。
江戸時代、姫岩近くには茶屋が作られていて「平石御休憩所」と呼ばれており、大名行列が通行するときには近藤家の家臣が出向いて湯茶の接待をしたといわれている。水は2キロメートル南にあった「殿様井戸」から汲んできていたとされ、1997年当時は「姫様井戸」と呼ばれていた。
1972年当時、姫岩や竈跡は、灌木に埋まり、探さなくては見つからない状態になっていたとされていたが、1997年当時には、石の横に休憩所が設けられており、休憩所の前後には石畳が敷かれている、とされている。

### 薬師堂
ダイダラボッチの池と薬師堂
小引佐峠を東から西に越えたところの岩根集落にダイダラボッチの足跡だといわれている「ダイダラボッチの池」と天保6年（1835年）に再建された薬師堂がある。薬師堂は小引佐峠を越えてきた旅人の休憩所として使用されていた。

### 並木
姫街道の松並木

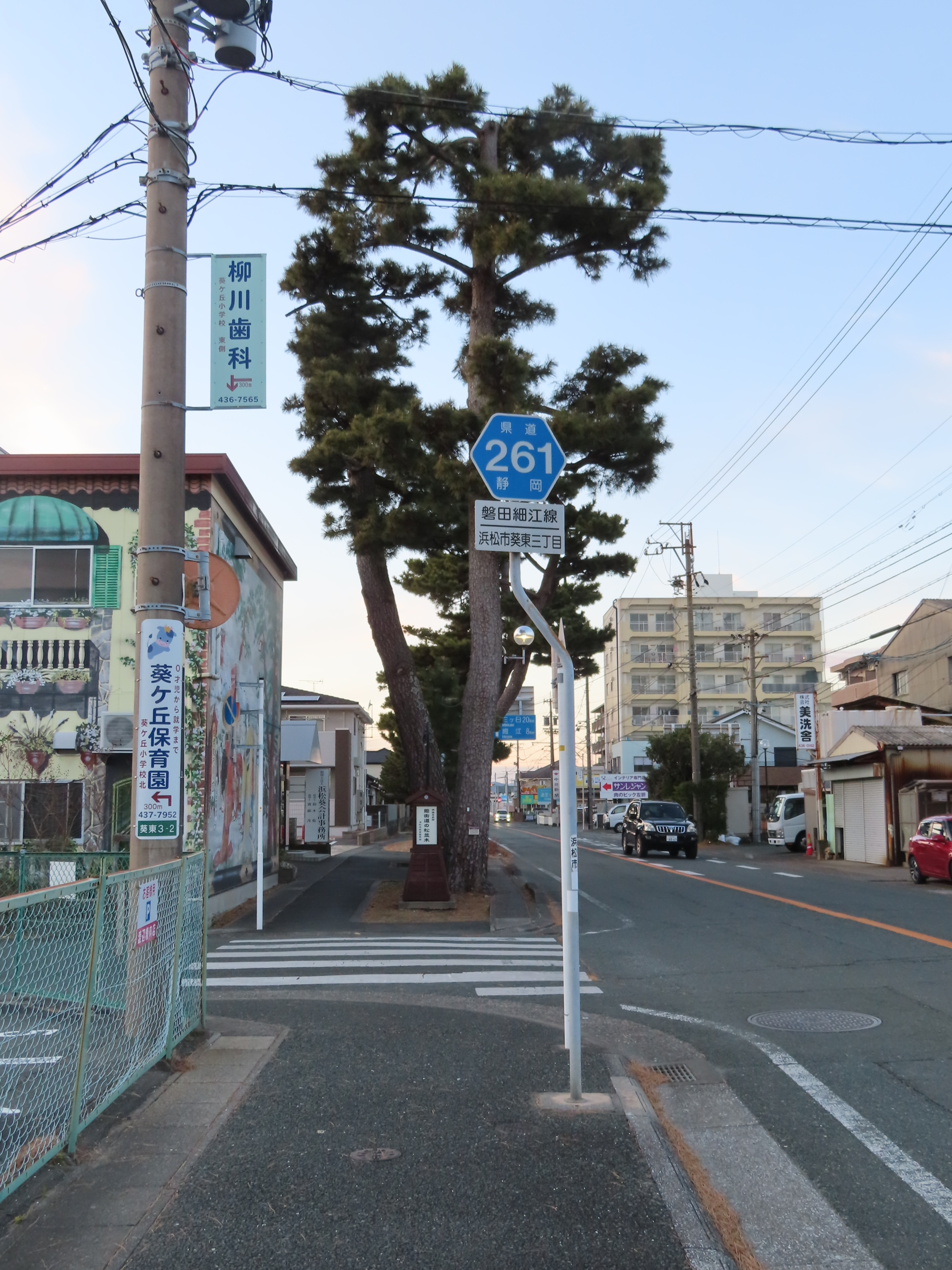
浜松市北区葵東にて。ここから西区大山町まで松並木が見られる。

1959年に、浜松市中区葵東の三方原追分（元追分）交差点から西区大山町までの約4キロにわたる松並木は同市の指定史跡となった。
1950年代-1960年代には300本以上の松が残っていたが、松くい虫の被害などで年々4,5本ずつ減少したとされ、2014年には240本余り、2015年には206本が残っている。
2008年に浜松市は保存管理計画を策定し、将来的な補植や代替のためにはままつフラワーパークで苗木を育成、2015年に市立葵西小で配布するなどしている。